# Herman Smith-Johannsen
Herman „Jackrabbit“ Smith-Johannsen (* 15. Juni 1875 in Horten, Norwegen; † 5. Januar 1987 nahe Tønsberg) war ein norwegisch-kanadischer Skilangläufer und Supercentenarian.

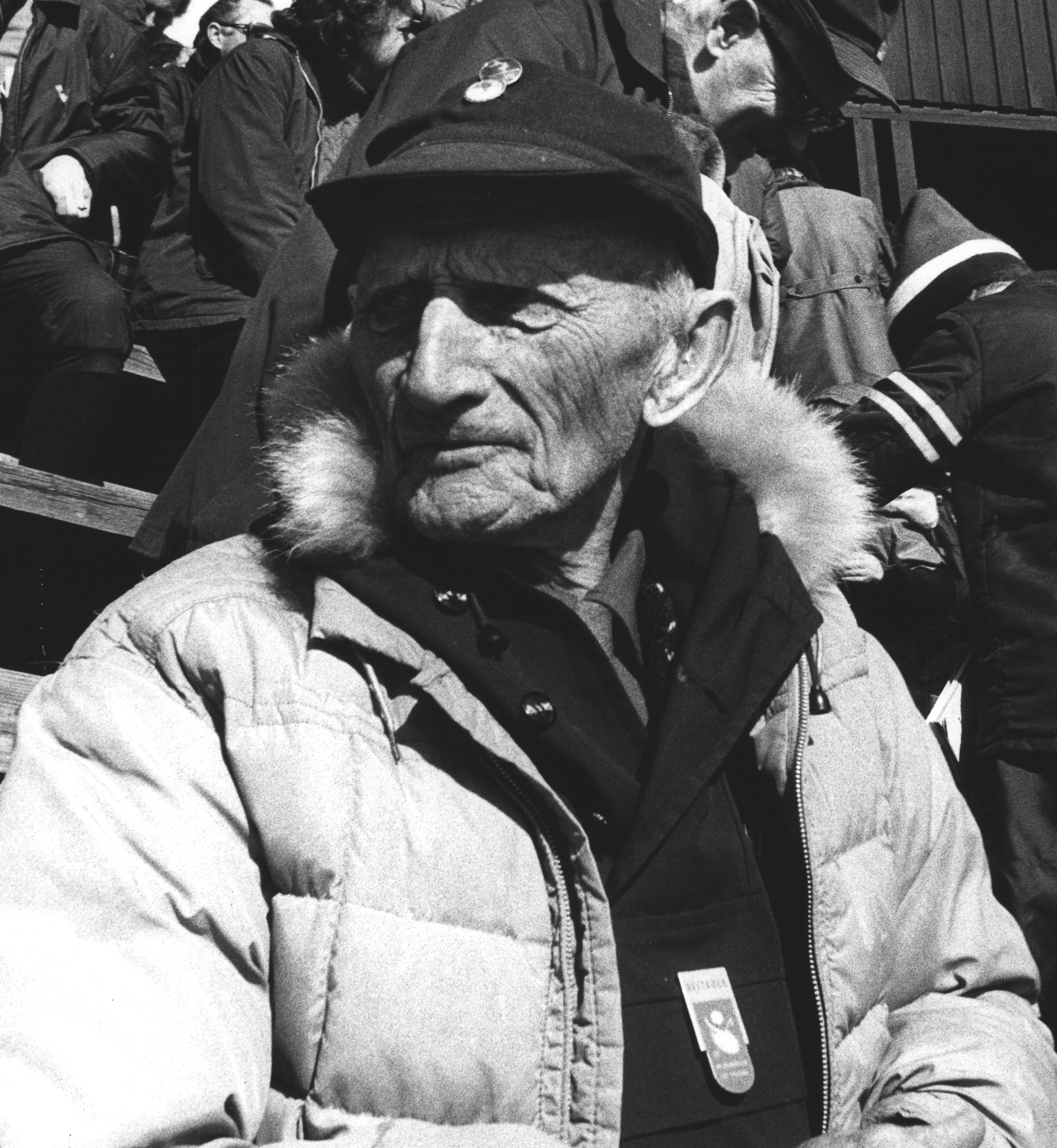
Herman Smith-Johannsen (1974)

Er gehörte zu den ersten Sportlern, die den Skilanglauf in Nordamerika populär machten.
Als „großer alter Mann des Skifahrens“ stieg er in Kanada und den USA zu einer Symbolfigur auf, die sich durch eine unbändige, enthusiastische Liebe zum Skisport auszeichnete. Er organisierte Rennen, leitete Skitouren, trainierte Skifahrer, beriet Skisportinitiativen, konstruierte Sprungschanzen, markierte Langlaufstrecken und gründete Skisportvereine in 23 kanadischen Städten.

## Leben

### 1875–1928
Bereits mit zwei Jahren erlernte Smith-Johannsen das Skifahren, schon als kleiner Junge nahm er deshalb an vielen Skisprung- und Langlaufwettbewerben teil, bei denen er einige Siege erringen konnten. In den frühen 1890er Jahren rechnete man ihn, dessen Kindheitsidole Fridtjof Nansen und Otto Sverdrup waren, zu den besten Allround-Skifahrern Norwegens. Wertvolle Erfahrungen sammelte er zudem bei den Skitouren in den Bergen seiner Heimat Nordmarka. Im Jahr 1894 schloss er sein Studium an der königlichen norwegischen Militärakademie als zweiter Leutnant ab. Daraufhin ging er nach Berlin, um dort Ingenieurwesen zu studieren, und wurde 1895 Mitglied des Corps Berolina.
Auf seinen Abschluss im Jahre 1899 folgte ein längerer Skiurlaub in Norwegen und danach die Emigration in die USA. Smith-Johannsen ließ sich in Cleveland (Ohio) nieder und war als Maschinenverkäufer für die Brown Hoisting Machinery Company tätig. Die Firma schickte ihn nach Kanada, um dort Konstruktionsmaschinen und Geräte für den Holzeinschlag zu verkaufen. Diese Arbeit brachte ihn auch in die Wildnis von North Bay, wo er mit den Cree und Ojibway in Kontakt trat. Verblüfft von seiner Fähigkeit, mit hoher Geschwindigkeit auf Skiern stark bewaldete Hänge herunterzufahren, gaben sie ihm den Spitznamen „Okumakum Wapoos“, was so viel wie „Häuptling Präriehase“ (Chief Jackrabbit) bedeutet.
1907 ging Smith-Johannsen mit Alice Robinson, der Tochter eines Richters aus Cleveland, den Bund der Ehe ein. In Übereinstimmung mit ihr beschloss er, sich selbständig zu machen. Als Verkaufsingenieur in Kuba vertrieb er Produkte, die zur Behandlung von Zuckerrohr dienten. Seine erste Tochter Alice kam 1911 in Havanna zur Welt. Sein wichtigstes Fortbewegungsmittel auf dem karibischen Eiland war das Pferd, klimatisch bedingt konnte er seine Leidenschaft zum Skifahren hier nicht befriedigen. 1915 entschloss er sich zur Rückkehr. Dank seiner früheren Arbeit bereitete ihm dieser Neuanfang nur wenige Schwierigkeiten. Seine Familie war inzwischen um Tochter Peggy und Sohn Bob gewachsen. Während diese ihr Quartier in Lake Placid bezogen, arbeitete Smith-Johannsen bis 1924 hauptsächlich in Montreal und fuhr nur am Wochenende und an freien Tagen zu seiner Familie.
Auch im Bereich des Skifahrens betätigte sich Smith-Johannsen wieder: 1923 wurde er Dritter beim Eastern US 25-Meilen-Rennen, 1924 Zweiter, ein Jahr später Fünfter beim 10-Meilen-Rennen. Zu diesem Zeitpunkt war er fast 50 Jahre alt. Zu seinen Gegnern gehörten u. a. Bob Reid und die Gebrüder Satre. Im Gebiet um Lake Placid war er an der Einrichtung von Skistrecken und der Gründung des Lake Placid's Snow Birds Ski Club beteiligt.

### 1928–1939
Smith-Johannsen zog 1928 gemeinsam mit seiner Familie nach Montreal und siedelte sich ab 1932 dauerhaft in einer kleinen Hütte in Piedmont in den Laurentinischen Bergen an. Mit der Great Depression von 1929 brach das Interesse an seinem Geschäft zusammen, 56-jährig stand er vor dem Nichts, gab jedoch nicht auf und konzentrierte sich nunmehr vollständig auf den Skisport. Smith-Johannsen zählte zu den Pionieren des Abfahrts- und Slalomlaufs in den frühen Tagen des Montreal Red Birds Ski Club. So führte er jene Red-Bird-Gruppen, die ab 1930 am Mont Tremblant Ski fuhren. Am Big Hill in Shawbridge und am Hill 70 baute er 1928 die ersten Slalomstrecken, 1929 verlegte er die Strecke des ersten Dominion Slalom Race, welches der Österreicher Harald Paumgarten gewann.
In den 1920er und 1930er Jahren richtete Smith-Johannsen zahlreiche Skistrecken ein. Als besonders herausragend gilt dabei seine Arbeit am Maple Leaf Trail, ein von der Regierung Québecs unterstütztes Projekt, das Prévost mit dem Lac Tremblant verbinden sollte. Zwischen 1930 und 1938 wurden mindestens 1000 Meilen Wegstrecke mit Signallampen versehen. Aufgrund des schlechten Kartenmaterials der damaligen Zeit erforderte diese Tätigkeit viel Abenteuergeist. Auch mit 55 war seine aktive Sportkarriere noch nicht zu Ende: Beim 18-Meilen-Rennen von Sainte-Marguerite nach Shawbridge belegte er den vierten Platz. Im darauf folgenden Jahr wählte man ihn zum Präsidenten des 1904 gegründeten Montreal Ski Club, dem ältesten Skiverein Kanadas.
Mit Geld, das Sidney Dawes gesammelt hatte, leitete Smith-Johannsen die Räumung der Kandahar- und Tachereau-Strecken im Mont Tremblant Resort 1934 und kleinerer Abfahren in Sainte-Agathe-des-Monts, Sainte-Marguerite, Saint-Sauveur und Shawbridge. Ein Jahr später war er als Berater bei der Entwicklung von Gebieten wie Le Relais, Mont Orford sowie Mont Gabriel tätig und unterstützte Joe Ryan bei der Gestaltung des Mont Tremblant Resort, von Collingwood in Ontario und Whiteface Mountain in New York.
Smith-Johannsen designte und baute auch viele Skisprungschanzen, darunter die 250 Fuß hohe Seigneury Club Hill in Montebello (Québec), zudem in Sainte-Marguerite, Shawbridge, Lac-Beauport, Saint-Gabriel-de-Brandon, Grand Mare Lac Mercier sowie Schanzen rund um Lake Placid. Außerdem beriet er 1932 die Konstruktion der olympischen 60-Meter-Schanze in Intervales und galt als einer der führenden Befürworter des ersten richtigen Skilifts in Nordamerika, der in Shawbridge errichtet wurde. 1934 half er Fred Papst, Skischlepper in Sainte-Marguerite und Saint-Sauveur zu installieren.
1932 assistierte Smith-Johannsen beim Training der kanadischen Olympiamannschaft. Er legte einen 50-Kilometer-Kurs im Seigneury Club in Québec an und führte die Mannschaft nach Lake Placid. Dort veranstaltete er Trainingsausflüge von der Adirondack Lodge durch den Avalanche-Paq und um Colden und die Marcy-Berge. Bei den Olympischen Winterspielen 1932 fungierte er als Offizieller. Im Jahre 1936 gewann er ein fünf Meilen langes Veteranenrennen in Shawbridge.

### 1939–1987
Mit Ausbruch des Zweiten Weltkriegs bot Smith-Johannsen dem Militär seine Dienste beim Truppentraining an, wurde jedoch – obwohl nach wie vor in exzellenter körperlicher Verfassung – aufgrund seines Alters abgelehnt. Um seine Leistungsfähigkeit unter Beweis zu stellen, führte der damals 65-Jährige anschließend ein Tagebuch über die Langlaufstrecken, die er zurückgelegt hatte. Bis 1943 brachte er es jährlich auf rund 1000 Meilen, doch auch das vermochte die Militärs nicht umzustimmen. Seine Rennkarriere neigte sich dem Ende entgegen. Mittlerweile 71 Jahre alt, belegte er 1946 in einem Langlaufwettbewerb von der Spitze des Mount Mansfield nach Stowe (Vermont) noch den dritten Platz. Sein letztes offizielles Rennen bestritt er mit 75, als er bei der Meisterschaft der Red Birds Dritter unter zwanzig Teilnehmern wurde.
Die Zahl der Skilifte und Abfahrtsstrecken stieg nach dem Krieg enorm an, während der klassische Langstreckenlauf und die Bergtouren den Massengeschmack nicht trafen. Smith-Johannsen setzte seine Arbeit jedoch auch in den 1940er, 1950er und 1960er Jahren fort und legte Strecken fernab der organisierten Skidörfer und -lifte an, um den wenigen, die der Masse entfliehen wollten, eine Alternative zu bieten. In den 1970er Jahren kam es jedoch zur überraschenden Wiederauferstehung des Langstreckenlaufes. Zahlreiche neue Wege wurden gebaut, Hunderte neue Skifahrer betraten die Bühne. Der zweitägige, 100 Meilen lange Canadian Ski Marathon, an dessen Organisation sich Smith-Johannsen beteiligte, musste auf 2500 Teilnehmer beschränkt werden. Er verlief innerhalb Québecs von Lachute nach Cantley. Smith-Johannsen übernahm in den ersten Jahren die Schirmherrschaft über diese Veranstaltung. Am 22. Dezember 1972 wurde er für seinen Beitrag zur Entwicklung des Skisports und seine Unterstützung von Generationen kanadischer Skifahrer zum Mitglied des Order of Canada ernannt. Die Jackrabbit Ski League, ein nationales Langlaufprogramm, wird seit 1979 zu seinen Ehren veranstaltet.
Noch bis ins hohe Alter von 106 Jahren war er als Skifahrer aktiv. Die U.S. Ski Hall of Fame nahm ihn 1969 in ihre Reihen auf, die Canadian Sports Hall of Fame im Jahre 1982. Außerdem gehörte Smith-Johannsen zu den Trägern des vom norwegischen König verliehenen Sankt-Olav-Ordens. Als ältester lebender Mann der Welt erlag er am 5. Januar 1987 einer Lungenentzündung in einem Krankenhaus nahe Tønsberg. Er war nach Norwegen gereist, um seinen Sohn Bob zu besuchen. Smith-Johannsen wurde neben seiner Frau in Saint-Sauveur begraben. Zu seinen Ehren trägt heute das CCC-Jugendprogramm seinen Namen. Seine Wohnstätte in Piedmont, in der er die letzten 28 Lebensjahre verbrachte, dient heute als Raum für ein Jackrabbit-Museum.